# Xorides amissiantennes
Xorides amissiantennes är en stekelart som beskrevs av Wang 1997. Xorides amissiantennes ingår i släktet Xorides och familjen brokparasitsteklar. Inga underarter finns listade i Catalogue of Life.